# Éparchie d'Europe occidentale
L'éparchie d'Europe occidentale (en serbe cyrillique : Епархија западноевропска ; en serbe latin : Eparhija zapadnoevropska) est une éparchie, c'est-à-dire une circonscription de l'Église orthodoxe serbe. Elle a son siège à Paris et elle a, depuis 2022, à sa tête monseigneur Justin (Jeremić),.
L'éparchie d'Europe occidentale correspond à la France, à la Belgique, à l'Espagne, aux Pays-Bas et au Luxembourg.

## Histoire
La première éparchie de l'Église orthodoxe serbe ayant compétence sur l'Europe de l'Ouest et sur l'Australie a été créée le 12 mars 1969 ; elle portait le nom d'« éparchie d'Europe occidentale et d'Australie » (Eparhija zapadnoevropska i australijska) et avait son siège à Londres ; son premier évêque était Lavrentije. En 1973, la circonscription a été divisée en deux entités : l'éparchie d'Europe occidentale, sous l'autorité de Lavrentije, et l'éparchie d'Australie et de Nouvelle-Zélande, avec à sa tête l'évêque Nikolaj. En 1990, la première éparchie fut à son tour subdivisée en deux entités : l'« éparchie d'Europe centrale » et l'« éparchie de Grande-Bretagne et de Scandinavie », et elle cessa d'exister sous le nom d'« éparchie d'Europe occidentale ».
En 1994, le synode de l'Église orthodoxe serbe décida de rétablir l'éparchie d'Europe occidentale tout en créant la nouvelle « éparchie d'Europe centrale » (Eparhija srednjoevropska). Son territoire s'étendit alors sur la France, la Belgique, l'Espagne, les Pays-Bas et le Luxembourg et son siège fut établi à Paris. Son premier évêque fut Damaskin ; à sa suite, elle eut à sa tête l'évêque Luka, administrateur de la circonscription à partir de 1997 puis évêque en titre à partir de 1999,, jusqu'à sa mort en 2021.

## Paroisses

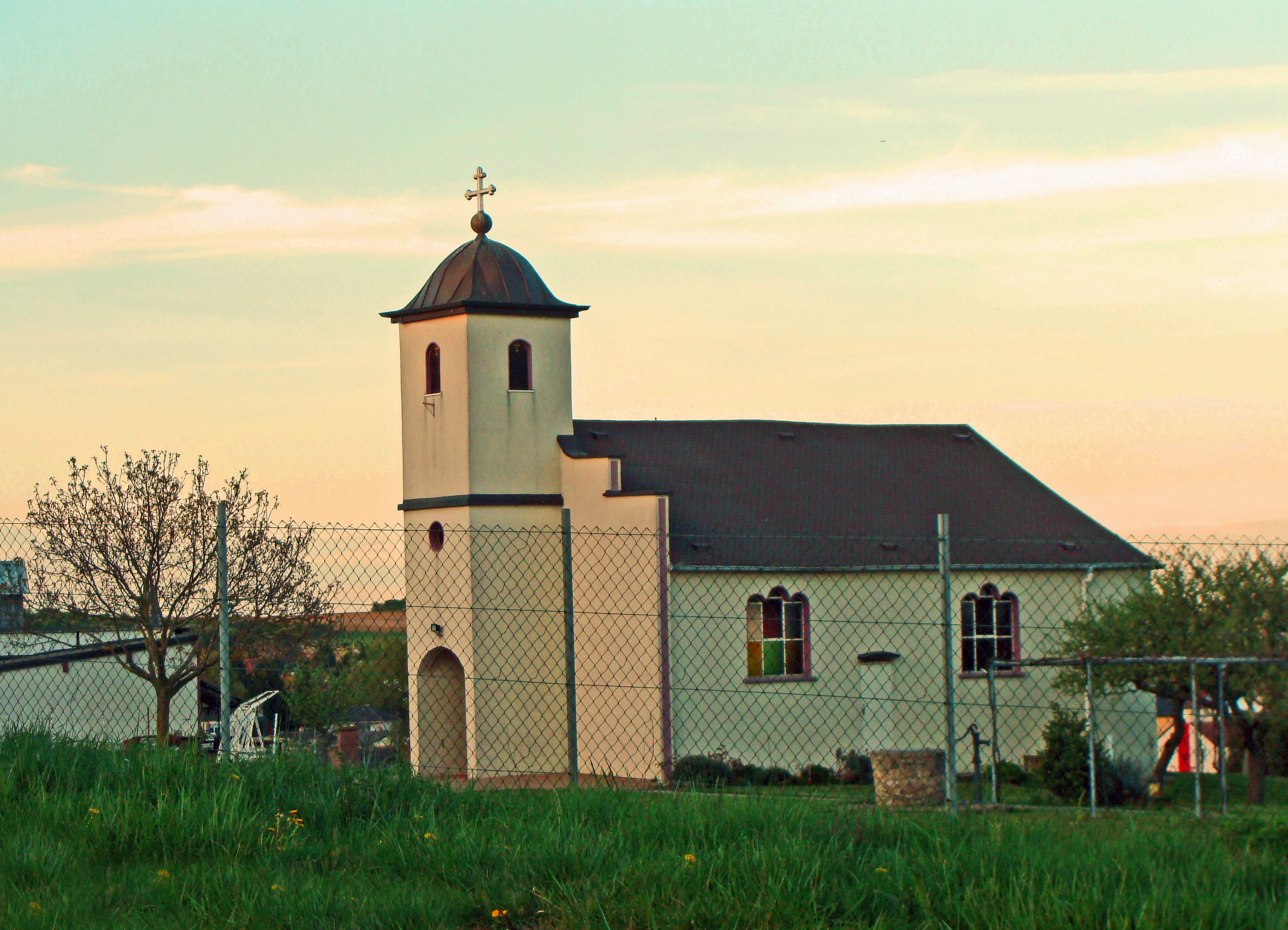
Église paroissiale du Saint-Prince-Lazare de Valmont.

### France
- Paris : église Saint-Sava
- Bondy : paroisse de Sainte-Parascève
- Strasbourg : paroisse Saint-Georges
- Lougres : paroisse de Sainte-Parascève
- Nancy : paroisse Saint-Nicolas
- Besançon
  - paroisse Saint-Basile-d'Ostrog
  - paroisse Saint-Étienne-et-Sainte-Marie
- Valmont : paroisse du Saint-Prince-Lazare
- Betting-lès-Saint-Avold : paroisse du Saint-Prince-Lazare
- Mulhouse : paroisse Saint-Michel
- Lyon : paroisse Saint-Cyrille-et-Saint-Méthode
- Dijon : paroisse de la Résurrection
- Lille : église du Saint-Roi-Milutin
- Chalon-sur-Saône : paroisse Saint-Césaire-et-Saint-Marcel
- Asnières-sur-Seine : paroisse Saint-Jean-de-San-Francisco
- Nice : paroisse de la Dormition-de-la-Mère-de-Dieu
- Nîmes : paroisse de la Présentation-de-la-Mère-de-Dieu-au-Temple-et-de-Saint-Baudile
- Contrexéville : église Saint-Vladimir-et-Sainte-Marie-Madeleine
- Toulouse : église Saint-Saturnin
- Lectoure : basilique Saint-Gény
- Bordeaux : église Saint-Martial-et-Saint-Eutrope
- Nérac : église Saint-Michel-et-Sainte-Foy
- Chanac : église Saint-Guilhem-et-Saint-Vincent
- Tarbes : église Saint-Aventin
- Dénat d’Albi : église Saint-Élie

### Pays-Bas
- Rotterdam : paroisse de la Sainte-Trinité
- Zaandam : paroisse Saint-Nicolas
- Nimègue : paroisse Sava-Save
- Utrecht : paroisse Saint-Siméon-le-Myroblyte
- Emmen : paroisse de la Nativité-de-la-Mère-de-Dieu
- Breda : paroisse Saint-Nectaire-d'Égine

### Belgique
- Bruxelles : paroisse Saint-Sava
- Anvers : paroisse Saint-Georges

### Luxembourg
- Luxembourg : paroisse Saint-Constantin-et-Sainte-Hélène

### Espagne
- Barcelone : paroisse du Linceul-de-la-Mère-de-Dieu
- Corçà
  - chapelle Saint-Séraphin
  - paroisse Saint-Jean-Baptiste
- Benitatxell : paroisse Saint-Nicolas
- Palma de Majorque : paroisse Saint-Michel
- Alicante : paroisse Saint-André-et-Saint-Nicolas
- Irun : paroisse Saint-Marc
- Gérone : paroisse de la Mère-de-Dieu
- Estana : chapelle Saint-Georges
- Alella : chapelle Saint-Martin-et-Sainte-Hélène
- Ripoll : paroisse Saint-Eudalde-et-de-la-Sainte-Parscève
- Navata : paroisse Saint-Nectaire-d'Égine
- La Corogne : paroisse Saint-Jean-Chrysostome
- Bilbao : mission Saint-Mathieu
- Navarre : mission Saint-Luc
- Vigo : paroisse de la Mère-de-Dieu
- Lanzarote : paroisse Saint-Georges
- Tenerife : mission

## Monastères
- Fontaine Daniel : monastère de la Nativité-de-la-Mère-de-Dieu
- Uchon : Monastère de la Dormition de la Très Sainte Mère de Dieu
- Godoncourt : monastère de Godoncourt
- Lectoure : monastère Saint-Clair-et-Saint-Maurin